# Claudette Powell
Claudette Powell, född 24 oktober 1952, är en friidrottare från Bahamas. Hon deltog vid olympiska sommarspelen 1972.